# SM U-96 (1917)
SM U-96 – niemiecki okręt podwodny typu U-93 zbudowany w Friedrich Krupp Germaniawerft w Kilonii w latach 1915-1917. Wodowany 15 lutego 1917 roku, wszedł do służby w Cesarskiej Marynarce Wojennej 11 kwietnia 1917 roku. 24 maja 1917 roku został przydzielony do IV Flotylli pod dowództwem kapitana Heinrich Jeßa. U-96 w ciągu ośmiu patroli zatopił 31 statków nieprzyjaciela o łącznej pojemności 95 253 BRT oraz trzy uszkodził o łącznej pojemności 16 220 BRT. 
W czasie pierwszego patrolu na Morzu Norweskim, 2 czerwca 1917 roku, U-96 zatrzymał i zatopił dwa brytyjskie trawlery „Shamrock” oraz „St. Bernard” o wyporności odpowiednio 170 BRT i 186 BRT. 
8 czerwca 84 mil na północny zachód od Fastnet Rock U-96 storpedował i zatopił brytyjski parowiec „Orator” o pojemności 3563 BRT. Zbudowany w 1905 roku statek płynął z ładunkiem drobnicowym z Pernambuco do Liverpoolu. W wyniku ataku 5 członków załogi poniosło śmierć.
8 i 9 października w czasie patrolu w Kanale Świętego Jerzego zatopił cztery statki brytyjskie. Pierwszym był „Greldon” o pojemności 3322 BRT, który płynął z Birkenhead do Włoch. Statek został storpedowany, w wyniku czego zginęło 28 marynarzy. Drugim był płynący z Liverpoolu po ładunek do Nowego Orleanu „Memphian” o pojemności 6305 BRT. W ataku zginęło 32 marynarzy. Trzecim zatopionym statkiem był uzbrojony statek handlowy „Champagne” o pojemności  5360 BRT. Statek został storpedowany 8 mil na południowy wschód od Calf of Man, śmierć poniosło 58 członków załogi. Czwartą ofiarą U-96 został parowiec „Peshawur” o pojemności 7634 BRT. Statek płynął z ładunkiem drobnicowym z Australii do Wielkiej Brytanii i Francji i został storpedowany na Morzu Irlandzkim. 
28 listopada 1917, 3 mile na północny wschód od latarni morskiej w Lynas Point na północnym brzegu Anglesey, U-96 storpedował największy z zatopionych przez okręt statek. Był to brytyjski parowy statek pasażerski „Apapa”. Zbudowany w 1914 roku statek, o pojemności 7832 BRT, płynął z pasażerami, z których zdecydowaną większość stanowiły kobiety oraz dzieci, i z ładunkiem drobnicowym z Sierra Leone do Liverpoolu. O 4 rano został trafiony dwoma wystrzelonymi z U-96 torpedami. Pierwsza z nich trafiła w maszynownię powodując zatrzymanie statku oraz szybkie nabieranie wody. Po rozpoczęciu ewakuacji U-96 wystrzelił drugą torpedę, która trafiła także w załadowaną około 30 ewakuowanymi pasażerami szalupę ratunkową, z których część zginęła. Całkowite straty wyniosły 77 zabitych i zaginionych.
20 listopada 1918 roku okręt został poddany Royal Navy. Na przełomie 1919 i 1920 roku został zezłomowany w Boness.